# 首の座
『首の座』（くびのざ）は、マキノ・プロダクション御室撮影所が1929年（昭和4年）に製作、9月20日に封切り公開した日本の長篇無声時代劇剣戟映画である。白黒、スタンダード。のちの巨匠・マキノ正博が満21歳で監督した。

## 概要・エピソード
マキノ正博が、1927年（昭和2年）に脚本家・山上伊太郎が著したオリジナルシナリオを前年1928年（昭和3年）に満20歳で監督した『浪人街 第一話 美しき獲物』と同じ山上伊太郎とのコンビ、同作と同じ谷崎十郎、河津清三郎、根岸東一郎、桜木梅子の出演で撮った作品である。
新聞の批評欄では「ファンの予想を裏切らず」、「野心的な作品」などと高い評価を得たが興行的には失敗に終わった。
山上伊太郎がマキノに書くはずだった『酔いどれ菩薩』の脚本がなかなかできないので、マキノ・プロダクション社長で正博の父の牧野省三は、2年前に山上が書き、自らが監督しようと思っていた本作の脚本を、正博に撮れと命じた。その理由として省三は「ワシの父親の藤野斎とわしは天神さんの申し子や、だから25日に死ぬことが決まっとるんや。このホンの題名も『首の座』や。7月25日には『首の座』にわしも上がんのや」と語り、本作は監督できない、と正博に云った。
正博は父の言を馬鹿らしいと思って気にかけず準備に入った。本作の企画では、上記のように省三が縁起でもないことばかり云うので、母の知世子（営業担当）も大反対だった。「今考えてみると父の最後の命令だったので皆こらえて承知したらしい」と語っている。
7月20日ごろ本作は撮影に入った。本作の撮影が始まって2、3日が経過した7月24日の夜、撮影所そばの北野天満宮では天神祭が始まった。病に伏した省三は枕元に正博を呼び、会話を続けたが、日付が変わり7月25日になったとたんに、上述の言葉通り省三は亡くなった。8月1日に本葬が行われ、正博は涙も乾かぬうちに本作の撮影を再開。
この『首の座』で正博は三木と組んでスクリーン・プロセスの実験を行っている。縦三間（約6m）、横二間（約4m）の継ぎ目のない白布を大金をかけて特製し、裏からフィルムを映写して背景としたが、映写機の光の芯が出てうまくいかなかったため、「こんなもんあかん」と自棄になった正博は布を落とし、小便をかけた。「もう親父は死んじまったし小便ひっかけたってどうせ俺のもんや」という気だったという。
三木は「馬鹿な真似すんな」と怒って布をあらい、そのまま吊って再び裏から映写すると、布が濡れたおかげでシルバースクリーンの状態となり、この偶然でうまく映った。キャメラも映写機も手回しで、三木が両者のシャッターをぴたりと合わせ、「日本初のスクリーン・プロセス」の誕生となった。
この映画では河津清三郎がふとした演技で評判となり、大スタアとなるきっかけをつかんでいる。恋人が自殺して悲嘆にくれる演技で、自然体を要求された河津が力んで演技してしまい、うまくいかなかった。このとき、力んだ河津が屁をもらしてしまい、この失敗に絶望した表情をすかさず三木稔がフィルムに収めてしまった。結果これが「演技賞もんだ」と評判となって、河津はその後大スタアとなったのだが、正博と顔を合わせるたびに河津はこの話を持ち出してきたという。
本作は『浪人街』に続き、キネマ旬報ベストテンで2年連続で1位を獲得し、父のために撮った正博としても「父の遺志どおりいいシャシンになったとは思う」としているが、興行的には惨敗で、営業担当の母の知世子からこっぴどく叱られたと語っている。このせいで正博はしばらくいい仕事をさせてもらえなかった。
本作は、省三の死没2か月後の9月20日に、東京銀座の洋画上映館シネマ銀座（現在の中央区銀座8-9-1にあった）ほかで公開された。
「首の座」とは、罪人が打ち首になるときに座る場所のことである。
現在、本作のプリントは失われており、上映される機会はない。

## スタッフ・作品データ
- 監督 : マキノ正博
- 原作・脚本 : 山上伊太郎
- 撮影 : 三木稔

- 製作 : マキノ・プロダクション御室撮影所
- 上映時間（巻数） : 9巻
- フォーマット : 白黒映画 - スタンダードサイズ（1.33:1） - サイレント映画
- 初回興行 : 銀座・シネマ銀座

## キャスト
- 谷崎十郎
- 河津清三郎
- 根岸東一郎
- 桜木梅子
- 松浦築枝

## 註
1. ↑  秋の注目作、マキノ映画「首の座」『東京朝日新聞』昭和4年9月20日（『昭和ニュース事典第2巻 昭和4年-昭和5年』本編p23 昭和ニュース事典編纂委員会 毎日コミュニケーションズ刊 1994年）
2. ↑  ここまで『映画渡世・天の巻 - マキノ雅弘自伝』（マキノ雅弘、平凡社、1977年）、p.142－162.
3. ↑  首の座、デジタル大辞泉、小学館、コトバンク、2009年11月2日閲覧。